# Verdampfungskühlung

Im Wüstenklima werden Verdunstungskühler (engl. swamp cooler) zur Klimatisierung genutzt: Wasser rieselt über ein Vlies, durch das die warme Umgebungsluft ins Gerät gesaugt wird. Die dadurch abgekühlte feuchte Luft wird ins Gebäude geblasen. In humiden Klimazonen würden diese Geräte ein unangenehm schwüles Raumklima erzeugen.

Durch Abpumpen des Dampfes über einer Flüssigkeit kann diese abgekühlt werden. Der Dampfdruck an der Oberfläche der Flüssigkeit bildet sich in erster Linie durch Atome bzw. Moleküle mit gegenüber dem Mittelwert höherer kinetischer Energie, die sich dadurch aus der Flüssigkeit lösen können. Werden diese Teilchen abgepumpt, sinkt die mittlere kinetische Energie im System. Das ist gleichbedeutend mit einer tieferen Temperatur.

## 4He-Verdampfungskühlung

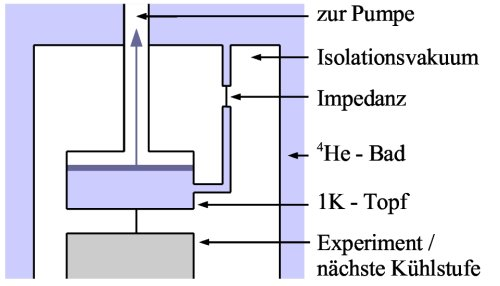
Schematischer Aufbau eines Kryostaten mit ^{4}He-Verdampfungskühlung.

Um tiefe Temperaturen zu erzeugen, nutzt man als Ausgangspunkt in der Regel flüssiges Helium (Siedetemperatur: 4,21 Kelvin). Durch Pumpen an einem 4He-Bad lässt sich eine Temperatur von etwa 0,8 K kontinuierlich aufrechterhalten.
Da ein großer Teil (mehr als 40 % der Flüssigkeit) abgepumpt werden müsste, um eine derartige Kühlung zu erreichen, pumpt man im Fall von 4He-Verdampfungskühlung nicht direkt am Bad, sondern an einem thermisch isolierten Topf, der über eine Impedanz aus dem Bad des Kryostaten nachgespeist wird. In einer Anordnung (einem Kryostaten) für ultratiefe Temperaturen wird diese Stufe daher meistens als 1K-Platte bzw. 1K-Flansch bezeichnet.
Siehe auch: Tieftemperaturphysik

## 3He-Verdampfungskühlung
Durch die Nutzung des seltenen Isotops 3He lässt sich dadurch sogar eine Kühlung auf etwa 0,3 K erzielen. Der Grund hierfür ist vor allem die kleinere Masse der Atome, die zu einem deutlich höheren Dampfdruck führt (bei 1 K um einen Faktor von mehr als 500). In diesem Fall wird ein vom Helium-Bad isolierter Kreislauf des seltenen Isotops verwendet.

## Verdampfungskühlung bei Verbrennungsmotoren
Als Verdampfungskühlung wird gelegentlich auch die
Siedekühlung von Verbrennungsmotoren bezeichnet, bei der Wasser nicht in einem geschlossenen Kühlkreislauf durch Motor und Kühler zirkuliert, sondern durch eine Öffnung verdampft und so den Motor kühlt.